# わたしたちはみんなまだここにいる
『わたしたちはみんなまだここにいる』（原題：Nous sommes tous encore ici）は、1996年製作、1997年公開、アンヌ＝マリー・ミエヴィル監督によるフランス・スイス合作の長篇劇映画である。

## 略歴・概要
スイスのフランス語圏であるヴォー州ロールに、ヌーヴェルヴァーグの映画作家ジャン＝リュック・ゴダールとともに1979年から自宅兼工房を構え、テレビ映画を中心にゴダールとの共同監督作を次々に発表、ゴダールのハウス・プロダクション「ソニマージュ」（現在のペリフェリア）の代表を務めてきたミエヴィルが、単独で監督した第3作である。
古代ギリシアの哲学者プラトンや、ドイツ系ユダヤ人のアメリカの政治哲学者のハンナ・アーレントを引用してのドラマ構成ではある。ミエヴィルの短篇映画『マリアの本』（1984年）でマリアの母役を演じた、ミエヴィルと同世代のオーロール・クレマンを主人公に、『カルメンという名の女』（1983年）や『ゴダールのリア王』（1987年）の出演で知られるゴダールをその夫に配し、夫婦の問答をコミカルに描く。クレマンのソクラテスと対話するカリクレスには、フランソワ・トリュフォーの初期短編『あこがれ』（1958年）やクロード・シャブロルの『美しきセルジュ』（1958年）で知られるヌーヴェルヴァーグ世代の女優ベルナデット・ラフォンが演じている。
日本では1999年12月4日、東京・新宿区の早稲田大学大隈講堂で無字幕で上映されたのが初上映である。DVD化はされていない。

## スタッフ・作品データ
- 監督・脚本・編集：アンヌ＝マリー・ミエヴィル
- 撮影監督：クリストフ・ボーカルヌ、ジャン＝ポール・ロザ・ダ・コスタ、クリストフ・ポロック
- 録音：フランソワ・ミュジー、オリヴィエ・ビュルゴー、クリストフ・ジョヴァノニ
- 音楽：ドミートリイ・ショスタコーヴィチ、レスター・ボウイ、フランツ・リスト、ロベール・シューマン、ニコラス・ハフナー、デヴィッド・ダーリング
- 美術・装飾：イヴァン・ニクラス
- 衣裳：マリナ・ジュリアーニ
- プロデューサー：アラン・サルド
- 製作：ペリフェリア、レ・フィルム・デュ・ローザンジュ、ヴェガ・フィルム、レ・フィルム・アラン・サルド

## キャスト
- オーロール・クレマン （彼女ことソクラート）
- ベルナデット・ラフォン （カリクレス（英語版））
- ジャン＝リュック・ゴダール （彼こと俳優）
- デイヴィッド・アミゴーニ
- ヴァンサン・バベル
- ダニエル・ゲゼール
- ロラン・ヴイヨー
- コラン・ルドゥー
- ロベール・ドジャンヌ
- イヴェット・ガメ

## ストーリー
3幕構成である。
1. プラトンの対話篇『ゴルギアス』の一節を、彼女ことソクラテス（オーロール・クレマン）、カリクレス（ベルナデット・ラフォン）が演じ、対話する。問題はいかに「善人」を定義するかである。
2. 彼こと俳優（ジャン＝リュック・ゴダール）は、ハンナ・アーレントの全体主義の本質に関する書物をくりかえしくりかえし、読み上げる。
3. 第1部でソクラテスを演じた「彼女」が、第2部でハンナ・アーレントを反復した「彼」は実生活では夫婦である。滑稽な夫婦喧嘩をくりひろげる。男と女のどこまでもつづく会話は、重要な労働である。

## 関連書籍
- Anne-Marie Miéville, Nous sommes tous encore ici, # Atelier Alpha bleue, 1997 ISBN 2864690837
- プラトン『ゴルギアス』、加来彰俊訳、岩波文庫、1967年 ISBN 4003360125
- ハンナ・アーレント『全体主義の起原』1-3、みすず書房、1972年
新装版1：大久保和郎訳、1981年 ISBN 4622020181
新装版2：大島通義 / 大島かおり訳、1981年 ISBN 462202019X
新装版3：大久保和郎 / 大島かおり訳、1981年 ISBN 4622020203

## 註
1. ↑  早稲田大学公式サイト内の記事「人権尊重の精神を育てるワセダの啓発活動」（1999年12月3日付）の記述を参照。